# Renaciendo
| Đánh giá chuyên môn | Đánh giá chuyên môn |
| Nguồn đánh giá      | Nguồn đánh giá      |
| Nguồn               | Đánh giá            |
| ------------------- | ------------------- |
| Allmusic            | [ 1 ]               |

Renaciendo là album thứ hai của ban nhạc Mexico AK-7.. Đĩa đơn đầu tiên của album là "Dígale" được phát hành vào ngày 31 tháng 7 năm 2008.
Album thiên về âm hưởng nhạc pop Latin lãng mạn của duranguense. Nhiều màn trình diễn kết hợp nhịp nhàng của duranguense với thể loại chủ nghĩa lãng mạn của nhạc pop Latin mượt mà, bóng bẩy có sự tham gia của Marco Antonio Solís, Joan Sebastian và Juan Gabriel. Phải nói rằng, Renaciendo hầu như không phải là một album có tiết tấu ballad chậm rãi. Quan điểm lãng mạn đó cũng chiếm ưu thế trên trang bìa "Dígale" đáng yêu của ca sĩ nhạc pop người Tây Ban Nha David Bisbal.

## Danh sách bài hát[4]
| STT | Nhan đề                                            | Thời lượng |
| --- | -------------------------------------------------- | ---------- |
| 1.  | "Eres Mi Mundo"                                    | 2:58       |
| 2.  | "Regalo De Bodas"                                  | 2:31       |
| 3.  | "Punto Final"                                      | 3:41       |
| 4.  | "Corrido de Juan Armenta"                          | 3:13       |
| 5.  | "Amarte Así"                                       | 3:45       |
| 6.  | "Si No Es Ahora [Aka Si No Es Ahora, Sera Mañana]" | 3:12       |
| 7.  | "Dígale"                                           | 3:54       |
| 8.  | "El Corrido De La Muerta"                          | 3:24       |
| 9.  | "Tu Convencela"                                    | 3:23       |
| 10. | "Hotel de Carretera"                               | 3:14       |
| 11. | "Juan Martha [Aka Corrido de Juan Martha]"         | 2:52       |
| 12. | "Por Amarte"                                       | 3:32       |

## Xếp hạng
| Bảng xếp hạng (2008)  | Vị trí cao nhất |
| --------------------- | --------------- |
| U.S. Top Latin Albums | 34              |

## Nhân sự
- Franco Giordani - Đạo diễn, Phối trộn
- Gerardo Ramírez - Chỉ đạo nghệ thuật
- Adriana Rebold - Artistic Director
- Roberto Salas - Kỹ sư âm thanh
- Joel Solís - Kỹ sư âm thanh
- Rafael Solís - Chỉ đạo nghệ thuật, Trang phục